# Holtorf (Thedinghausen)
Holtorf (plattdeutsch Holtdörp) ist ein Ortsteil der Gemeinde Thedinghausen in der Samtgemeinde Thedinghausen im niedersächsischen Landkreis Verden.

## Geografie

### Lage
Holtorf liegt im mittleren Bereich der Gemeinde Thedinghausen, einen Kilometer östlich vom Kernort Thedinghausen entfernt.

### Flüsse
Die westlich fließende Eyter ist Grenzfluss zum Kernort Thedinghausen. Die Weser fließt nördlich in vier Kilometern Entfernung.

### Nachbarorte
Nachbarorte sind – von Norden aus im Uhrzeigersinn – die Thedinghäuser Ortsteile Lunsen, Ahsen-Oetzen, Morsum, Beppen und Thedinghausen.

## Geschichte
Am 1. Juli 1972 wurde die Gemeinde Holtorf-Lunsen in die Gemeinde Thedinghausen eingegliedert. Diese wechselte in den Landkreis Verden.

## Straßen
Holtorf liegt einen Kilometer südlich der L 203 von Thedinghausen nach Verden (Aller). Über die Holtorfer Dorfstraße ist der Ort an die L 203 angebunden. Ansonsten liegt Holtorf fernab des großen Verkehrs. Die A 27 verläuft sieben Kilometer entfernt nördlich und die A 1 zehn Kilometer entfernt nördlich bzw. nordwestlich.